# Regione di Ūlytau
La regione di Ūlytau (in kazako Ұлытaу облысы?, in russo Улытaуcкaя область?) è una regione del Kazakistan i cui confini corrispondono all'incirca alla metà occidentale dell'ex regione di Zhezqazgan, fusa nel maggio del 1997 con la regione di Karaganda. Il nome deriva dall'omonimo massiccio montuoso. 
Il centro amministrativo è la città di Zhezqazgan.

## Geografia
La regione confina a nord con la regione di Qostanay, a nord-est e a est con la regione di Karaganda, a sud-est con la regione di Zhambyl, a sud con il Turkmenistan e la regione di Qyzylorda, a ovest con la regione di Aqtöbe.

## Storia
Nel secolo XVIII nel territorio della regione di Ūlytau vivevano alcune tribù del Medio Zhuz: argyn, naiman, kipčaki. 
Il 16 marzo 2022 il Presidente kazako Qasim-Jomart Toqaev aveva annunciato che la regione sarebbe stata creata; essa è divenuta operativa l'8 giugno dello stesso anno. 
Il suo territorio è più piccolo di quello occupato dall'ex regione di Zhezqazgan (che fino al 1997 comprendeva anche i distretti di Šet e Aqtoğaj, oltre alle città di Balqaš e Priozersk).

## Geografia antropica

### Suddivisioni amministrative

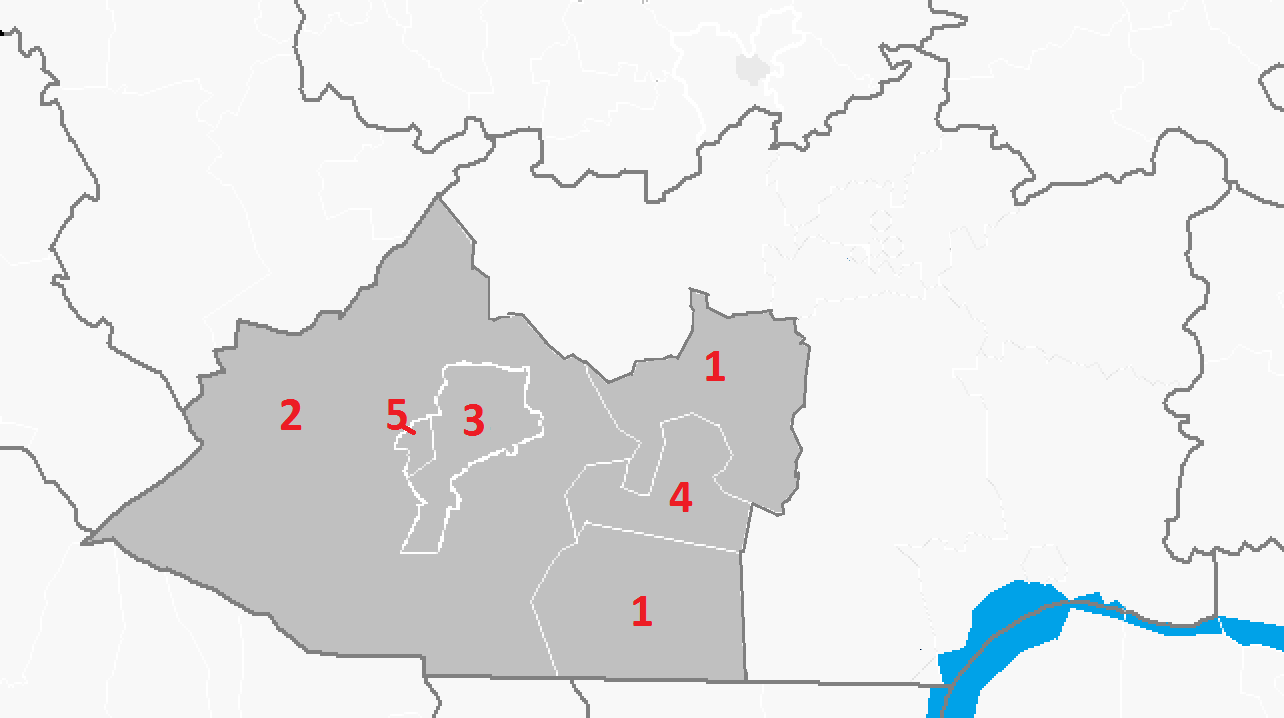
Carta con la suddivisione della regione di Ūlytau in distretti e città

La regione è composta da 2 distretti e 3 città di subordinazione regionale: 
1 - Zhańaarqa (62.347,81 km²)
2 - Ūlytau (122.931,05 km²)
3 - Città di Zhezqazgan (1.760,97 km²)
4 - Città di Karazhal (792,43 km²)
5 - Città di Satbayev (1.104,35 km²)

## Popolazione
Con 230.100 abitanti nel 2022, al momento della sua istituzione, la regione di Ūlytau è quella con la più bassa densità di popolazione e la più bassa popolazione in assoluto della repubblica del Kazakistan.